# Последний хлеб
«Последний хлеб» — советский фильм 1963 года режиссёра Бориса Степанова, по мотивам одноимённого рассказа Вадима Трунина.

В рассказе В. Трунина «Последний хлеб» авторы фильма увидели большие возможности для интересного изобразительного решения, предоставляемые «свободным» сюжетом — путешествием героев по ночной дороге, полной тайн и неожиданностей.

## Сюжет
Освоение целины. Окончив рейс и приехав на автобазу, шофёр Лёшка Дёмин узнаёт, что обидели деда Якушенко — старейшего механизатора колхоза: дед перед уходом на пенсию собирался достойно собрать свой «последний хлеб» на своём стареньком комбайне, перебрал в нём весь двигатель, но механик снял с комбайна шестерёнки и установил их на новую технику.
Алексей, Ирина и Дмитрий решают к утру достать шестерёнки для комбайна в соседнем колхозе — всю ночь они проведут в пути по просёлочным дорогам.

Поиски шестеренок — здесь только повод для путешествия ребят, даже забывающих порой, с какой целью они «мотаются» всю ночь по бесконечным целинным дорогам. Они заняты своими ссорами, примирениями, выяснением взаимоотношений.— «История белорусского кино: 1945—1967», 1970 год

Лейтмотивом фильма «Последний хлеб» стал образ дороги. Дороги ночной и утренней. Дороги, которая должна была испытать главных героев на человечность. Преграды в пути возникают не только в виде речного разлива, но и в облике бездушного механика Федора, чрезмерно придирчивых службистов из ГАИ. Притом все они по-своему правы. Не разбери механик самоходку деда на запчасти, молодые комбайнёры не вышли бы в поле. И у патруля ГАИ достаточно оснований для доставки Лешки в отделение: у него нет путевого листа, водительские документы размокли, «фонарь» под глазом красноречиво свидетельствует о драке. Но есть среди эпизодических персонажей и фигуры, противостоящие «формально правым», люди, на которых, как говорят, держится мир: бригадир Лопаткин, кладовщик МТС Кузьмич, капитан милиции. Авторы фильма убедительны в показе будней целинников.
— киновед Е. Л. Бондарева, «Кино Советской Белоруссии», 1975 год

## В ролях
- Юрий Соловьёв — Алексей Демин
- Татьяна Гаврилова — Ирина
- Алексей Локтев — Димка
- Георгий Жжёнов — майор милиции, начальник отделения
- Иван Назаров — дед Якушенко, старый шофёр
- Геннадий Юхтин — Лопаткин
- Всеволод Кузнецов — Федор, механик
- Аркадий Трусов — Кузьмич, механик, парторг
- Павел Кашлаков — Миша, шофёр
- Гинаят Касымханов — инспектор ГАИ
- Роман Филиппов — вор
- Олег Хроменков — Фищенко, шофёр из бригады Миши
- Олег Белов — шофёр из бригады Миши
- Мария Белинская — врач
- Николай Волков — шофёр из бригады Миши
- Ростислав Шмырёв — дежурный милиционер
- Владимир Протасенко – студент

## Съёмки
Фильм снят по одноимённому рассказу Вадима Трунина. Автор сам написал сценарий к фильму. Рассказ был опубликован в журнале «Юность» № 8 за 1961 год, и в 1965 году вошедшему в антологию «Юность. Избранное. 1955—1965». Это один из первых рассказов молодого писателя, написан под свежими впечатлениями поездки на целину.
Почти весь фильм снимался ночью — на чёрно-белую плёнку, но операторы справились с задачей по словам худрука молодёжного творческого объединения киностудии «Беларусьфильм» С. Скворцова:

Эти молодые операторы — несмотря на отвратительные характеры — настоящие художники. Мы с ними много спорим. Все действие фильма ограничено рамками одной ночи. Снимать весь фильм в таком режиме невероятно трудно. Есть опасения, что картина будет слишком темная. Операторы это учтут. Но принцип движения камеры на правильном пути.
Для исполняющего роль деда Якушенко, желающего собрать свой «последний хлеб», актёра Ивана Назарова эта роль стала последней в жизни.

## Критика
Как указывается в издании «Экран и культурное наследие Беларуси» 2011 года, фильм вскоре после выхода в прокат был «положен на полку» — резко раскритикованный как партийными изданиями «Советская Белоруссия» и «Звязда» за «формализм и отсутствие оптимистически настроенного экранного героя нашего времени», так и киножурналами «Советский экран» и «Искусство кино».
При этом и партийный журнал «Коммунист Белоруссии» отмечал неудачу с фильмом с сожалением, отмечая отличную работу операторов фильма:

Горьким для всех нас, например, был опыт работы над кинофильмом «Последний хлеб». В основу фильма положена хорошая идея — о внимании к человеку, об ответственности каждого за судьбу товарища. Но раскрытая на мелких событиях, на примитивных характерах, эта идея не увлекла ни создателей фильма, ни зрителей. Несмотря на все попытки режиссёра В. Степанова вдохнуть жизнь в сценарий, лишенный души и действия, несмотря на отличную работу оператора А. Заболотского, картина не получилась.— журнал «Коммунист Белоруссии», 1966 год
В том же ключе и журнал «Искусство кино», отмечая, что фильм «неудача в работе молодых над современной темой. Б. Степанову не удалось перевести на язык экрана интересную литературу», при этом не снижал значения первого подобного фильма для киностудии и признавал старания авторов фильма:

Рассказ «Последний хлеб» привлёк внимание и оператора Заболоцкого и режиссёра Степанова свободной, раскованной формой сюжета, умением показать необычное в обычном, создать органичную среду для проявления романтического героизма. Увы, сам фильм оказался лишенным поэзии простой жизни. Его не удалось выдержать в едином стиле. Расплылась и его основная мысль. Но опять — интересная операторская работа А. Заболоцкого и Ю. Марухина. И, несмотря на все недостатки, для объединения этот фильм о современности (первый!) несомненно был чем-то новым, необычным. Рождался он очень трудно, но ребята делали картину от большого, чистого сердца.— Журнал «Искусство кино», 1967 год
Основная претензия к фильму сводилась к нераскрытости трудовой жизни героев на целине, но и достоинства фильма подчёркивались критикой:

В сценарии «Последнего хлеба» драматург не показал непосредственно трудовую деятельность героев, она осталась как бы за кадром. Автора интересовали проблемы этические, проблемы духовной связи поколений, душевной чуткости, сердечности, доброты и благородства людей.
При всех этих недостатках о фильме «Последний хлеб» можно говорить как об интересной творческой заявке молодых художников. В картине немало интересных наблюдений. В этом убеждают нас начальные эпизоды фильма, составляющие его экспозицию. Они правдивы и точны в житейских мелочах и отражают реальные, будничные приметы времени.
— «История белорусского кино: 1945—1967», 1970 год
В фильмографии режиссёра его дебютный фильм считался его неудачей, но был любим режиссёром, и признавался киноведами как имеющий ценность:

Ей предшествовал фильм нелегкой судьбы. Речь идёт о картине «Последний хлеб» (1963). Фильм этот не вызвал одобрительных откликов пи у зрителей, ни у большинства критиков. Но поиск Б. Степанова в «Последнем хлебе» оказался важным в освоении белорусской киностудией темы современности. А. Заболоцкий и Ю. Марухин сняли фильм «Последний хлеб» изобретательно, в трудных условиях режимных съёмок. Они продемонстрировали смелую работу со светом, нашли ритм движения камеры, удачно передающий состояние, в котором пребывают герои. Достоверность рассказа органически сочеталась в фильме с романтической приподнятостью. Однако изображение жизни без глубокого её осмысления не могло дать значительного художественного результата.
Б. Степанов сам признаёт: фильм не во всем удался. Но до сих пор «Последний хлеб» ему дорог как первое прикосновение к большой и сложной теме показа нравственных критериев жизни современника. Несомненно, опыт постановки «Последнего хлеба» во многом поучителен для Б. Степанова. И не только в профессиональном отношении.
— киновед Е. Л. Бондарева, «Кино Советской Белоруссии», 1975 год